# Emily Rutherfurd
Emily Rutherfurd (nacida Emily Kernan Rutherkfurd, 18 de septiembre de 1974) es una actriz estadounidense. Es conocida por su papel como Christine "New Christine" Hunter en The New Adventures of Old Christine.

## Vida personal
Rutherfurd fue criada en Nueva York y asistió a Sagrado Corazón en Upper East Side. También asistió a St. Mark's School en Southborough, MA. Vive en Los Ángeles con su marido, Loch Gallagher, y su hija, Grace.

## Carrera
Sus créditos en televisión incluyen The Ellen Show, Married to the Kellys, un papel recurrente como una estudiante en la clase de actuación de Jack McFarland en Will & Grace, y una aparición como invitada en What I Like About You. Sus créditos en cine incluyen Elizabethtown, National Lampoon's Van Wilder y Loves Me Loves Me Not.